# Island Games 2019
Gli Island Games 2019 (noti anche come NatWest Island Games 2019) si sono svolti a Gibilterra dal 6 luglio al 12 luglio 2019.

## Medagliere
Paese ospitante
| Posizione | Paese          | Oro | Argento | Bronzo | Totale |
| --------- | -------------- | --- | ------- | ------ | ------ |
| 1         | Jersey         | 33  | 31      | 29     | 93     |
| 2         | Isola di Man   | 29  | 22      | 17     | 68     |
| 3         | Fær Øer        | 22  | 11      | 27     | 60     |
| 4         | Guernsey       | 19  | 37      | 31     | 87     |
| 5         | Saaremaa       | 16  | 12      | 6      | 34     |
| 6         | Gotland        | 13  | 14      | 16     | 43     |
| 7         | Isole Åland    | 12  | 7       | 16     | 35     |
| 8         | Isole Cayman   | 11  | 10      | 9      | 30     |
| 9         | Isola di Wight | 11  | 8       | 15     | 34     |
| 10        | Gibilterra     | 3   | 6       | 9      | 18     |
| 11        | Minorca        | 8   | 10      | 13     | 31     |
| 12        | Ebridi Esterne | 4   | 2       | 2      | 8      |
| 13        | Groenlandia    | 2   | 2       | 4      | 8      |
| 14        | Isole Shetland | 2   | 1       | 11     | 14     |
| 15        | Ynys Môn       | 2   | 1       | 3      | 6      |
| 16        | Isole Orcadi   | 1   | 3       | 2      | 6      |
| 17        | Bermuda        | 0   | 6       | 8      | 14     |
| 18        | Hitra          | 0   | 2       | 1      | 3      |
| 19        | Sark           | 0   | 1       | 0      | 1      |
| Totale    | Totale         | 188 | 186     | 219    | 593    |

## Discipline
- Atletica leggera
- Badminton
- Beach Volley
- Bowling
- Ciclismo
- Judo
- Golf
- Nuoto
- Pallacanestro
- Tennis
- Tennistavolo
- Tiro a segno
- Tiro con l'arco
- Triathlon
- Vela